# Lespiteau
Lespiteau (em occitano:  Eth Espitau) é uma comuna francesa na região administrativa da Occitânia, no departamento do Alto Garona. Estende-se por uma área de 1.81 km², com 97 habitantes, segundo o censo de 2018, com uma densidade de 54 hab/km².